# Claude Montal

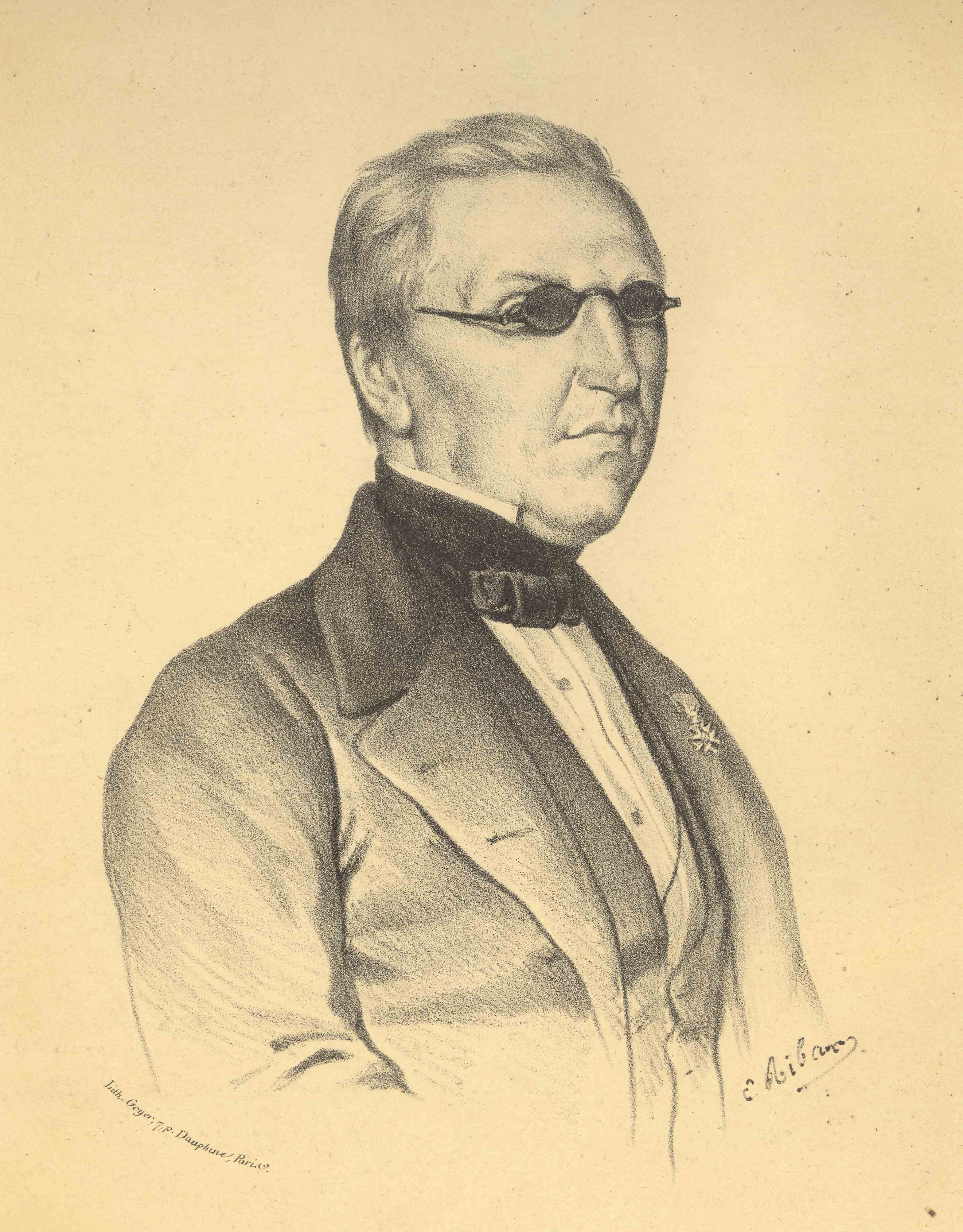
Claude Montal

Claude Montal (* 28. Juli 1800 in Lapalisse; † 1865 in Paris) war ein französischer Klavierbauer und einer der Pioniere der Blindenbetreuung.
Claude Montal erblindete infolge einer Typhuserkrankung im Alter von sechs Jahren. 1817 wurde er in die von Valentin Haüy gegründete Pariser Institution royale des Jeunes Aveugles aufgenommen. Hier machte er schnelle Fortschritte in seiner Ausbildung und wirkte bald als Lehrer. Er unterstützte Charles Barbier bei der Weiterentwicklung seiner sogenannten Nachtschrift, die Louis Braille zu seiner Blindenschrift anregte, und erfand geometrische Reliefkarten für den Mathematikunterricht.
1830 machte es sich als einer der ersten blinden Klavierstimmer in Paris selbständig. Schon bald arbeitete er für das Conservatoire de Paris und galt als bester Klavierstimmer der Stadt und eröffnete auch seinen Schülern den Beruf als Klavierstimmer. 1836 erschien Montals Buch L’Art d’accorder soi-même son piano („Die Kunst, sein Klavier selbst zu stimmen“), das sich gewissenhaft mit akustischen und harmonischen Prinzipien, mit Fragen der Instandhaltung und mit der Geschichte des Klaviers und seiner Vorformen beschäftigt. Gewidmet war das Werk dem bedeutenden Pariser Klavierbauer Camille Pleyel.
Im selben Jahr eröffnete Montal einen eigenen Klavierbau-Betrieb. 1851 wurde er als Ritter der Ehrenlegion ausgezeichnet; ab 1853 war er Hoflieferant des Kaisers Napoleon III., ab 1854 auch des Kaiserlichen Hofes von Brasilien und des Königs von Hannover. 1857 verfasste Pierre-Armand Dufau gemeinsam mit weiteren Autoren die Schrift Claude Montal, facteur de pianos (aveugle); sa vie et ses travaux („Claude Montal, (blinder) Klavierbauer; sein Leben und sein Werk“). Auf der Londoner Weltausstellung 1862 stellte Montal sein pédale de prolongement aus, eine Weiterentwicklung des Mechanismus, den Jean Louis Boisselot auf der Pariser Exposition nationale 1844 erstmals präsentiert hatte, heute bekannt als Tonhalte- oder Sostenuto-Pedal.
Montals Klaviere und Flügel waren qualitativ hochwertig, jedoch zu teuer, um sich dauerhaft auf dem Markt behaupten zu können. Dies kostete ihn sein Vermögen, sodass er bei seinem Tode 1865 völlig mittellos war.